# Яшергановский сельсовет
Яшергановский сельсовет — муниципальное образование в Стерлибашевском районе Башкортостана.
Административный центр — село Яшерганово.

## История
Согласно Закону о границах, статусе и административных центрах муниципальных образований в Республике Башкортостан имеет статус сельского поселения.

## Население
| 2002 | 2009  | 2010  | 2012  | 2013  | 2014  | 2015  |
| ---- | ----- | ----- | ----- | ----- | ----- | ----- |
| 1396 | ↘1325 | ↘1181 | ↘1141 | ↘1090 | ↘1058 | ↘1006 |
| 2016 | 2017  | 2018  |       |       |       |       |
| ↘978 | ↘934  | ↘905  |       |       |       |       |

## Состав сельского поселения
| № | Населённый пункт | Тип населённого пункта       | Население |
| - | ---------------- | ---------------------------- | --------- |
| 1 | Яшерганово       | село, административный центр | ↘620      |
| 2 | Нижнеибраево     | деревня                      | ↗287      |
| 3 | Айтуган          | село                         | ↘203      |
| 4 | Кызыл-Яр         | деревня                      | ↘71       |

## Известные уроженцы
- Бадретдинова, Раушания Мусавировна (род. 28 сентября 1974) — российская художница, член Союза дизайнеров России и Республики Башкортостан (2002), член международной ассоциации изобразительных искусств – АИАП ЮНЕСКО (2012), член Союза художников России и Республики Башкортостан (2012)[15][16].
- Рахимов, Халил Халяфович (род. 2 мая 1961) — заместитель министра промышленности, инвестиционной и инновационной политики Республики Башкортостан (2007—2008), глава администрации города Салавата (2008—2009), первый заместитель министра промышленности и инновационной политики Республики Башкортостан (с 2010)[17][18].